# 青木琴美
青木琴美（1980年1月7日—）是日本漫畫家。愛媛縣松山市出身，血型為B型。

## 略歷
- 出道作為1998年的作品『99的眼淚』。
- 2003年、開始連載「妹妹戀人」，此作也成為她的代表作。2005年發行OVA。2006年翻拍成電影，由松本潤、榮倉奈奈主演。
- 2005年、連載「我的初戀情人」。2009年拍成電影，由井上真央、岡田將生主演。
- 2008年、「我的初戀情人」獲得第53回小學館漫畫賞少女向部門獎項。[1]
- 2009年、結束「我的初戀情人」連載，離開「Sho-Comi」並於官方網站表示移往同為小學館的「Cheese!」月刊。同年、在「Cheese!」5月號開始「她愛上了我的謊」的連載。

## 漫畫作品

### 單行本
- 戀情NO心情（恋するハートがNOという）
- 朝思慕想的愛（朝も、昼も、夜も。）（全2冊）
- 驕陽戀人（太陽がいっぱい）（全1冊）
- 俏皮佳偶（ジーザス！）（全1冊）
- 我的壞王子（イジワルしないで）（全2冊）
- 一夜戀情（明日、アナタが目覚めたら）（全1冊）
- 不懂你的愛（愛し方も分からずに）（全1冊）
- 妹妹戀人（僕は妹に恋をする）（全10冊）
- 我的初戀情人/我的初戀（僕の初恋をキミに捧ぐ）（全12冊）
- 她愛上了我的謊（カノジョは嘘を愛しすぎてる）（全22冊）
- 彩虹的憐惜（虹、甘えてよ）（全9冊）

### 合集
- LOVE&TEARS

## 相關連結
- 青木琴美日本官方網站（日文） （页面存档备份，存于）